# 해시태그 시그네
《해시태그 시그네》(노르웨이어: Syk pike, 영어: Sick of Myself)는 노르웨이와 스웨덴에서 제작된 크리스토페르 보르글리 감독의 2022년 부조리 블랙 코미디 영화이다. 크리스티네 쿠야트 토르프 등이 출연하였다.

## 줄거리
오슬로의 바리스타 싱네는 훔친 가구로 조각품을 만드는 남자친구 토마스가 현대 미술계에서 각광받자 이를 질투하여 세상의 관심을 자신에게로 돌리기 위해 심각한 피부 질병을 일으켜 회수 조치된 러시아 항불안제를 불법으로 구해 고의로 복용하기 시작한다.

## 출연
- 크리스티네 쿠야트 토르프 - 싱네 역
- 에이리크 세테르 - 토마스 역
- 아네르스 다니엘센 리 - 의사 역

## 기타 제작진
- 미술: 헨리크 스벤손